# Ali Faiq
 (août 2018).
Ali Faiq, né à Ait Milk (en) dans la région de Souss en 1965, est un auteur-compositeur-interprète chleuh de la chanson marocaine d’expression amazighe.

## Biographie
Il entame sa carrière, en 1988, par la création d’un orchestre baptisé Dounia Amarg. Ce dernier associe les mélodies traditionnelles et les instruments modernes.
En 2002, Ali Faiq commence une nouvelle carrière par la création de la troupe « Amarg Fusion ». Comme l’indique son nom, cette troupe musicale fusionne les mélodies de la région du Souss et la musique occidentale.
Le chanteur décide, en 2011, de se lancer dans une carrière solo. Il enregistre son premier album solo Tirra s’ikwlan (Écriture en couleurs) dans lequel il fusionne les chants du Souss avec les musiques du jazz, funk, reggae, et du rock-folk.
Ali Faiq a été accueilli, en 2012, dans une résidence artistique en Nouvelle-Calédonie, en compagnie de la formation locale Inono Enya.
Ali Faiq crée en 2016 une nouvelle troupe sous le nom de « Amarg Expérience ».

## Discographie

### Albums
- Tirra s’ikwlane, 2013[5].
- Argan d’ufgan,avec Amarg Fusion, Platinium Production, 2008.
- Agadir ifawn, avec Amarg Fusion, Amoud Production, 2006.

#### Compilations
- Enono Anya[6] », Live Concert DVD par Mangrove,2013
- Équation Afrique, 2009
- Babel Med Music, 2009
- Experience Morocco, 2007
- Stoune 3, magazine Telquel et Sigma, 2006